# Яблоньский, Генрик
Ге́нрик Ян Ябло́ньский (пол. Henryk Jan Jabłoński; 27 декабря 1909, Стары-Валишев — 27 января 2003, Варшава) — польский государственный и политический деятель, историк. Член Польской Академии Наук (1956), иностранный член Академии наук СССР (1966). Почётный доктор МГУ (1972).

## Биография
Член ППС с 1931. В годы Второй мировой войны воевал на западе в составе Отдельной бригады подгальских стрелков (подпоручик связи), участвовал в битве за Нарвик, член французского Сопротивления. В Польшу вернулся в 1945 году.
С 1948 года — член ПОРП с момента основания. Член ЦК ПОРП в 1948—1981. Член Политбюро ЦК ПОРП в 1971—1981, кандидат в члены Политбюро в 1970—1971. Депутат Сейма в 1947—1989.
Министр высшего образования ПНР в 1965—1966. Министр просвещения и высшего образования ПНР в 1966—1972. Председатель Государственного совета ПНР (28 марта 1972 — 6 ноября 1985). Председатель Высшего Совета Союза борцов за свободу и демократию в 1983—1990.
Похоронен на варшавском кладбище Воинское Повонзки.

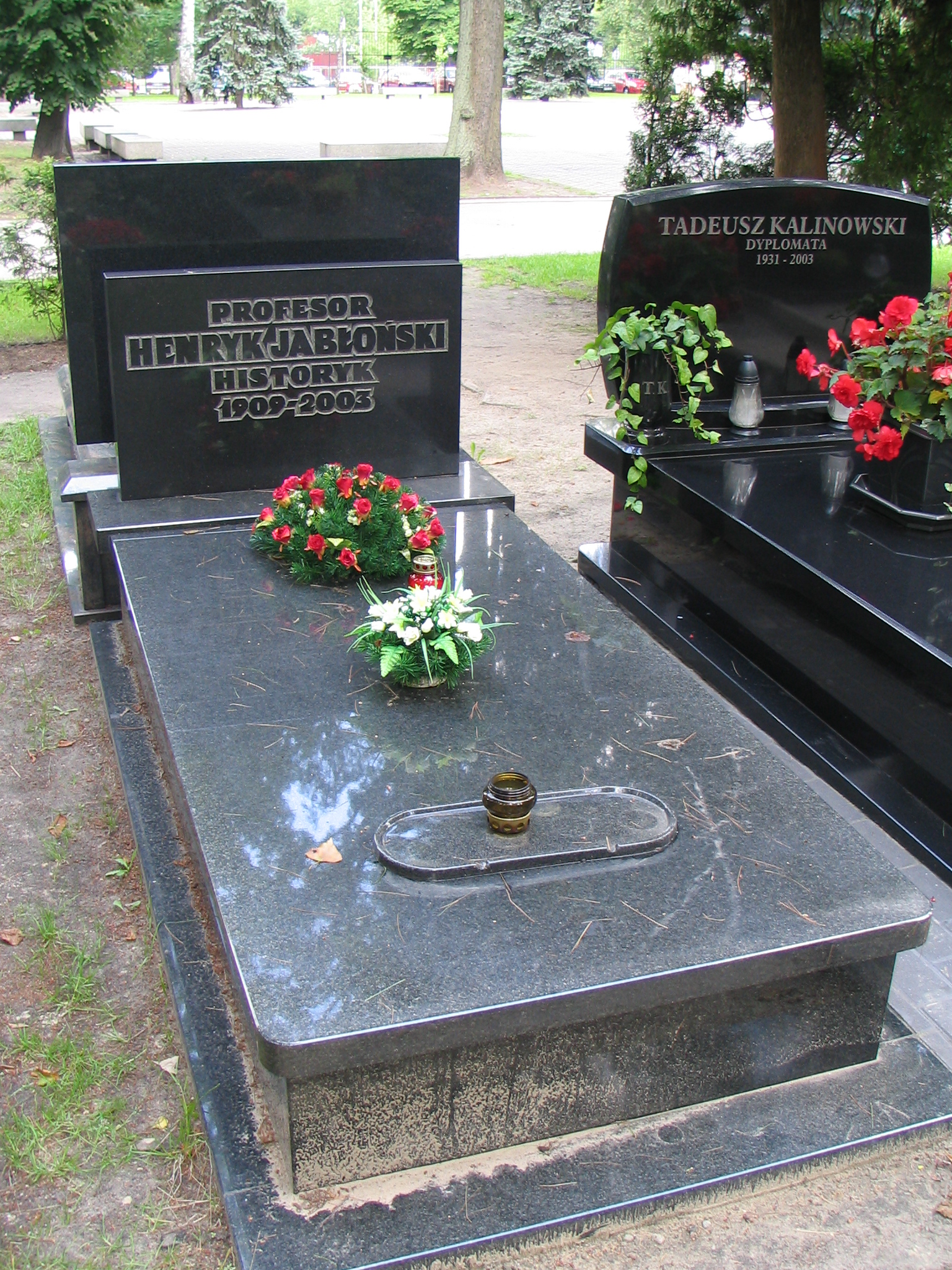
Могила Генрика Яблоньского

## Награды
- Орден Строителей Народной Польши (1964)
- Большой крест Ордена Возрождения Польши (1974)
- Офицерский крест Ордена Возрождения Польши (1946)
- Орден «Знамя Труда» 1 степени
- Орден Крест Грюнвальда 3 степени (1946)
- Крест Польских Вооружённых сил, сражавшихся на Западе (1989)
- Медаль «10-летие Народной Польши»
- Медаль «30-летие Народной Польши»
- Медаль «40-летие Народной Польши»
- Золотая медаль «За заслуги при защите страны»
- Медаль Комиссии Народного образования
- Знак 1000-летия Польского Государства
- Знак «За заслуги перед Союзом борьбы за свободу и независимость»
- Знак Почётного звания «Заслуженный учитель Польской Народной Республики»
- Государственная премия II степени — 1955
- Государственная премия I степени — 1964
- Специальная Государственная премия — 1979
- Большая почётная звезда Почётного знака «За заслуги перед Австрийской Республикой» (Австрия)
- Кавалер Большого креста ордена Леопольда I (Бельгия)
- Орден Георгия Димитрова (Болгария)
- Медаль «100 лет со дня Рождения Георгия Димитрова» (Болгария)
- Медаль «1300 лет Болгарии» (Болгария)
- Орден Белого льва 1 степени (ЧССР)
- Медаль «40 лет освобождения Чехословакии Советской Армией» (ЧССР)
- Кавалер Большого креста ордена Почётного легиона (Франция, 1975)
- Орден Междуречья 1 класса (Ирак)
- Орден Хосе Марти (Куба)
- Цепь ордена Ацтекского орла (Мексика)
- Орден Сухэ-Батора (Монголия)
- Большой крест ордена Инфанта дона Энрике (Португалия)
- Орден Омейядов 1 степени (Сирия)
- Орден Знамени Венгерской Народной Республики 1 класса (Венгрия)
- Орден Октябрьской Революции (СССР; 26.12.1984)
- Орден Дружбы народов (СССР; 26.12.1974)
- Орден «Знак Почёта» (СССР; 26.12.1979)[2]
- Юбилейная медаль «Двадцать лет победы в Великой Отечественной войне 1941—1945 гг.» (СССР)
- Юбилейная медаль «Тридцать лет победы в Великой Отечественной войне 1941—1945 гг.» (СССР)
- Юбилейная медаль «Сорок лет победы в Великой Отечественной войне 1941—1945 гг.» (СССР)
- Юбилейная медаль «60 лет Вооруженных Сил СССР» (СССР)
- Юбилейная медаль «70 лет Вооруженных Сил СССР» (СССР)

## Сочинения
- Политика Польской социалистической партии во время войны 1914—1918 годов = Polityka Polskiej partii socjalistycznej w czasie wojny 1914—1918 r. / Сокр. пер. с польского Г. И. Рубинштейна. — М. : Изд-во иностр. лит., 1963. — 464 с.